# محمد شحاتة ربيع
محمد شحاتة ربيع هو كاتب مصري. كتبه حظيت باستقبال من عديد الجامعات العربية مثل كتاب علم النفس الأجتماعي الذي نُشر في مكتبة المعهد الوطني للتدريب التربوي التابع لوزارة التربية والتعليم الأردنية، وفي جامعة بيروت العربية، ونُشر العديد من كتبه في جامعة حسيبة بن بوعلي -الشلف، ومركز الإمارات للدراسات والبحوث الاستراتيجية.

## مؤلفات
| الاسم                            | دار النشر                                    | تاريخ النشر | عدد الصفحات | ردمك ISBN            | المصدر               |
| -------------------------------- | -------------------------------------------- | ----------- | ----------- | -------------------- | -------------------- |
| علم النفس الجنائي                | دار غريب للطباعة والنشر والتوزيع             | 2004        | 820         | (ردمك 9772157500)    | [ 5 ] [ 6 ] [ 7 ]    |
| تاريخ علم النفس ومدارسه          | دار غريب للطباعة والنشر                      | 205         | 479         | (ردمك 9772157020)    | [ 8 ] [ 9 ] [ 10 ]   |
| علم نفس الشخصية                  | دار المسيرة للطباعة والنشر                   | 2017        | 704         | (ردمك 9789957069339) | [ 11 ] [ 12 ] [ 13 ] |
| اصول علم النفس                   | دار المسيرة للنشر والتوزيع                   | 2017        | 522         | (ردمك 9789957066604) | [ 14 ] [ 15 ] [ 16 ] |
| علم النفس التجريبى               | مكتبة الدار العربية للكتاب                   | 2011        | 1120        | (ردمك 9789957065201) | [ 17 ] [ 18 ] [ 19 ] |
| التراث النفسي عند علماء المسلمين | دار المعرفي الجامعية للطباعة والنشر والتوزيع | 2014        | 766         | (ردمك 9775776805)    | [ 20 ] [ 21 ] [ 22 ] |
| أصول علم النفس الصناعي           | دار غريب للطباعة والنشر                      | 2006        | 504         | (ردمك 9772158779)    | [ 23 ] [ 24 ] [ 25 ] |
| أصول الصحة النفسية               | دار غريب للطباعة والنشر                      | 2006        | 528         | (ردمك 9772158388)    | [ 26 ] [ 27 ]        |
| علم النفس الصناعي والمهني        | دار المسيرة للطباعة والنشر                   | 2010        | 512         | (ردمك 9789957065911) | [ 28 ] [ 29 ]        |
| قياس الشخصية                     | دار غريب للطباعة والنشر                      | 2019        | 654         | (ردمك 9789957064433) | [ 30 ] [ 31 ] [ 32 ] |
| علم النفس الاجتماعي              | دار غريب للطباعة والنشر                      | 2018        | 472         | (ردمك 9789957067342) | [ 33 ] [ 34 ]        |
| علم نفس الشخصية                  | دار غريب للطباعة والنشر                      | 2017        | 704         | (ردمك 9789957069339) | [ 35 ] [ 36 ]        |
| علم النفس الحربي                 | دار غريب للطباعة والنشر                      | 2006        | 488         | (ردمك 9772158981)    | [ 37 ]               |
| تاريخ علم النفس                  | دار غريب للطباعة والنشر                      | 1998        |             |                      | [ 38 ]               |
| علم النفس العسكري                | دار غريب للطباعة والنشر                      | 2010        | 624         | (ردمك 9789957066208) | [ 39 ] [ 40 ]        |
| المرجع في علم النفس التجريبي     | دار غريب للطباعة والنشر                      | 2009        | 1102        | (ردمك 9789957065201) | [ 41 ]               |
| تجارب في مختبر علم النفس         |                                              |             | 348         |                      | [ 42 ]               |